# Cortinicara corpulenta
Cortinicara corpulenta is een keversoort uit de familie schimmelkevers (Latridiidae). De wetenschappelijke naam van de soort werd in 1866 gepubliceerd door Victor Ivanovitsch Motschulsky.